# Asztalos Miklós (író)
Asztalos Miklós (Budapest, 1899. július 28. – Körösladány, 1986. február 23.) magyar író, történész.

## Életpályája

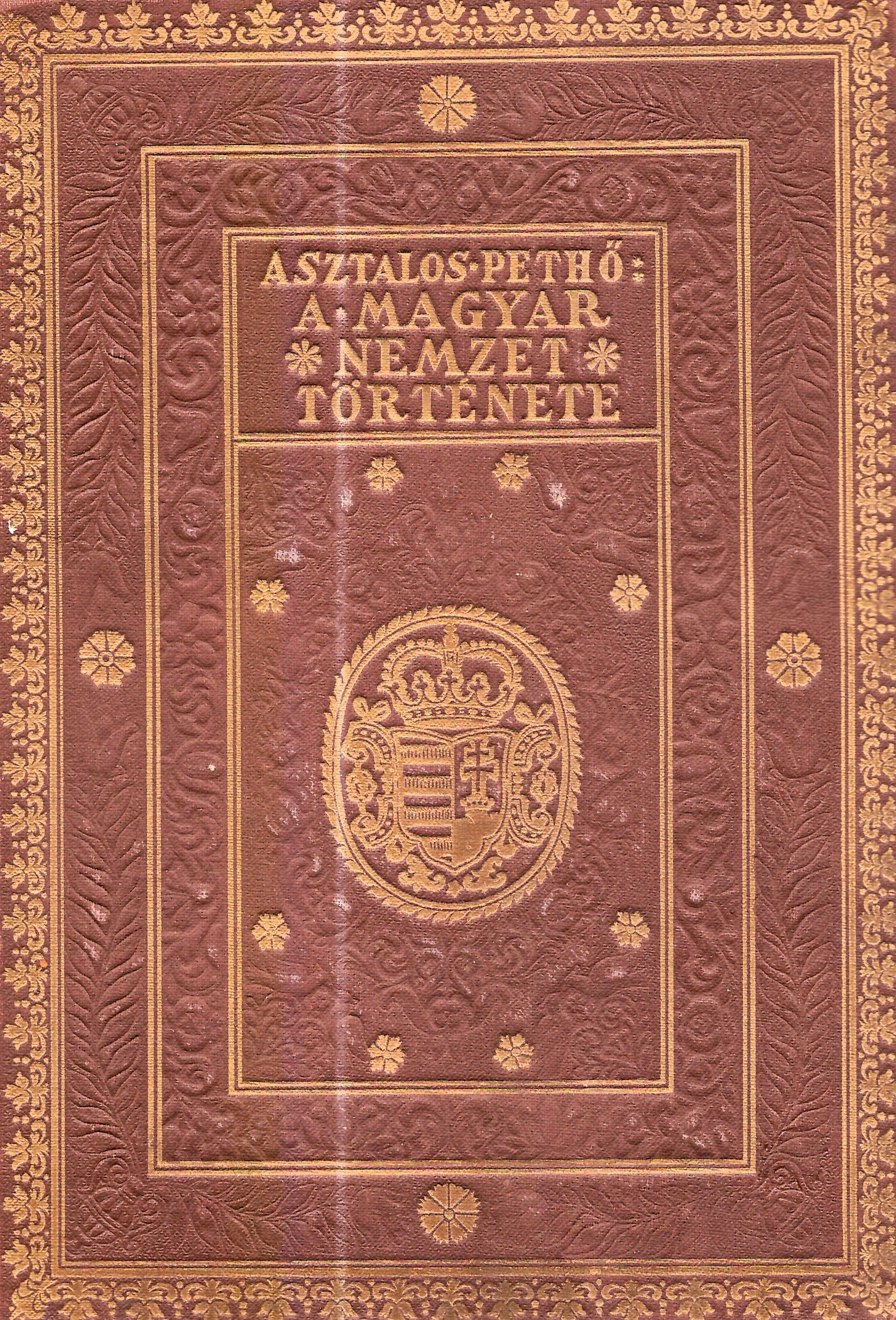
A magyar nemzet története

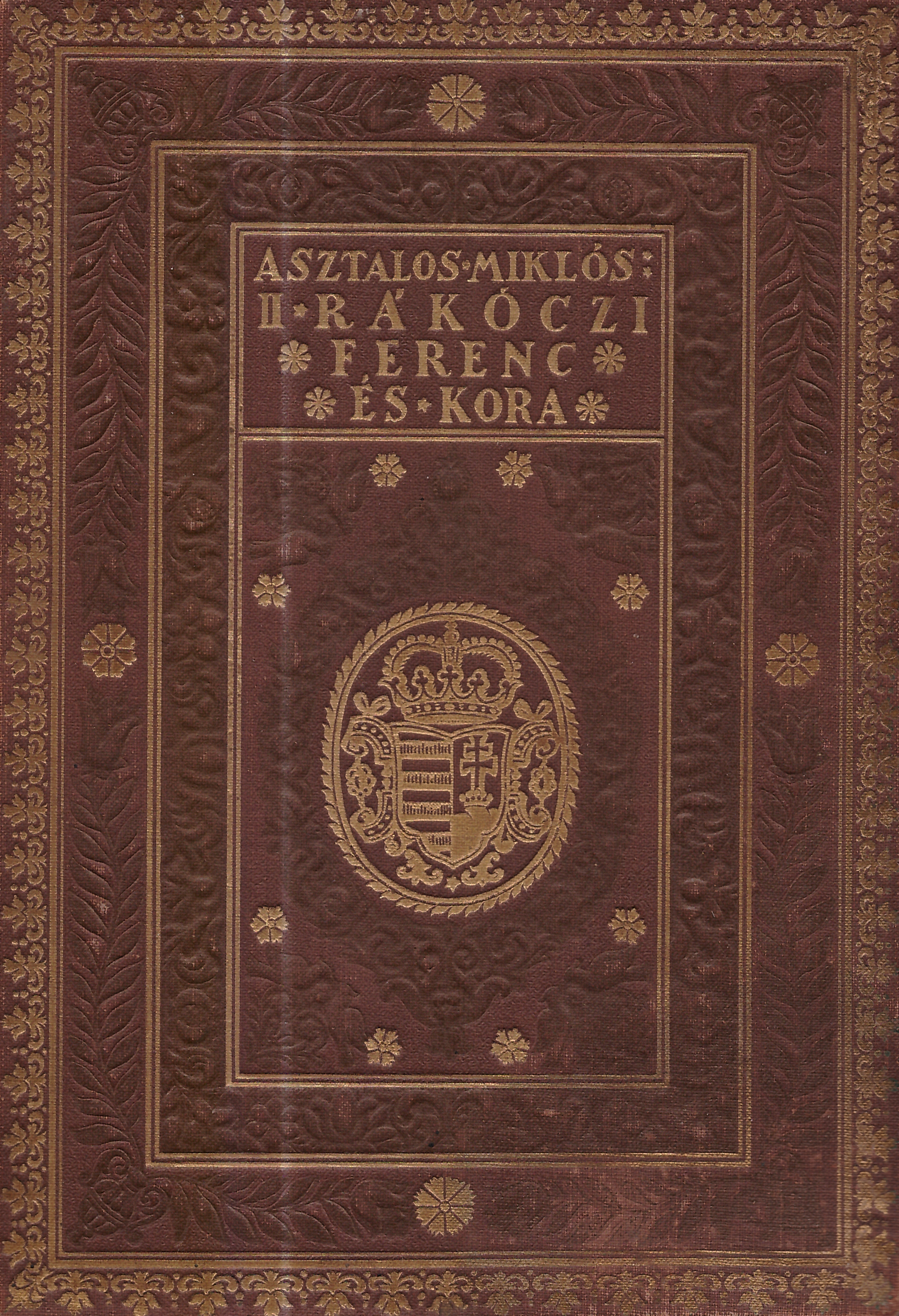
II. Rákóczi Ferenc és kora

Jogi és bölcseleti tanulmányait a kolozsvári, budapesti és a pécsi egyetemeken végezte. Bölcsészdoktorátust 1922-ben szerzett Pécsett. 1930-tól az Országos Széchényi Könyvtár könyvtárosa volt, majd a Miniszterelnöki Hivatal kisebbségekkel foglalkozó szakértője lett, amellett a Könyvtári Szemle című lap egyik szerkesztője is volt. 1925-ben egyik alapítója, egyben elnöke lett a Bartha Miklós Társaságnak, Szász Bélával közösen szerkesztette és jelentette meg a társaság évkönyvét.
Vezető szerepet töltött be az Erdélyi Férfiak Egyesülete Jancsó Benedek Társasága irányításában is, Zakariás Gergely Sándorral szerkesztette ennek kiadványsorozatát, köztük a Jancsó Benedek Emlékkönyv (Budapest, 1932) című tanulmánygyűjteményt, valamint az A történeti Erdély (Budapest, 1936) című összefoglalást. Wesselényi, az első nemzetiségpolitikus (Budapest, 1927), Kossuth Lajos és az erdélyi kérdés (Budapest, 1928), valamint A nemzetiségek története Magyarországon (Budapest, 1934) című munkáiban eszmetörténeti kutatásai eredményét foglalta össze. Pethő Sándorral közösen adta ki A magyar nemzet története (Szekfű Gyula bevezetésével, Budapest, 1933) című, korában népszerű történeti áttekintését. 
Alterego (Budapest, 1941) című történelmi tárgyú színdarabjából film is készült (Egy éjszaka Erdélyben). Az 1940-es évek első felében több más önálló filmforgatókönyvet is írt. A második világháború után állásából elmozdították, osztályellenséggé nyilvánították, publikálni haláláig nem engedték. 1951-ben kitelepítették Körösladányba, ahol később haláláig a Művelődési Házban dolgozott. Hagyatékát az Országos Széchényi Könyvtár őrzi.

## Főbb művei
- Wesselényi Miklós az első nemzetiségi politikus; Karl, Pécs, 1927 (Symposion könyvek)
- Kossuth Lajos kora és az erdélyi kérdés; Collegium Transilvanicum, Bp., 1928 ("Híd" könyvtára)
- Az erdélyi állam iskolapolitikája. 1556–1690; Húsvéth-Hoffer Ny., Lugos, 1929
- A székelyek őstörténete letelepülésükig. Kolozsvár: Erdélyi Múzeum-Egyesület. 1932 (Erdélyi Tudományos Füzetek 48.)
- Asztalos Miklós–Pethő Sándor: A magyar nemzet története ősidőktől – napjainkig; Dante, Bp., 1933
- A korszerű nemzeti eszme. A revizió alapvetése; Egyetemi Ny., Bp., 1933 (Az Erdélyi Férfiak Egyesülete Jancsó Benedek Társaságának kiadványai)
- II. Rákóczi Ferenc és kora (Bp., 1934)
- A nemzetiségek története Magyarországon – betelepülésüktől máig –; Lantos, Bp., 1934
- A monarchiától az utódállamokig. Honnan és hová vezet a magyarság útja?; Hajdu Dénes, Bp., 1934
- Erdély története; Hungária Ny., Bp., 1936 (Az Erdélyi Férfiak Egyesülete Jancsó Benedek Társaságának kiadványai)
- Farkaskaland (dráma, Bp., 1938)
- Asszonylázadás (dráma, Bp., 1942)
- Alibi (regény, Bp., 1940)
- Ez Magyarország! Amit önmagunkról – a mai Magyarországról – mindenkinek tudni kell; Magyar Népművelők Társasága, Bp., 1940
- A körösladányi árvízi napok. Naplórészlet, 1970. június 13-20.; szerk. Petneházi Szilvia, Sipos Imre; Polgármesteri Hivatal, Eger–Körösladány, 2000 (Körösladányi hely- és népismereti dolgozatok)
- A magyar nagyhatalom. A magyar külpolitika a kezdetektől 1526-ig, 1-2.; szerk., jegyz., függelék Bárány Attila; Attraktor, Máriabesnyő-Gödöllő, 2003 (Historia incognita 1. sorozat. Történettudomány)
- Szekfű – Hóman; szerk., utószó, jegyz. Turbucz Péter; Attraktor, Máriabesnyő, 2020 (Fiat iustitia)

### Filmforgatókönyvei
- Igen vagy nem (Vaszary Jánossal, 1940)
- A kegyelmes úr rokona (Szitnyai Zoltán műve alapján, 1941)
- Néma kolostor (1941, Eötvös József nyomán)
- Fráter Loránd (Pacséry Lászlóval, 1942)
- Estélyiruha kötelező (1942)
- Rákóczi nótája (Daróczy Józseffel, 1943)
- Ördöglovas (Nóti Károllyal, 1943)

## Külső hivatkozások
- Asztalos Miklós: II. Rákóczi Ferenc élete és kora című munkája a Magyar Elektronikus Könyvtárban